# Mount Napier
Mount Napier är ett berg i Australien. Det ligger i regionen Southern Grampians och delstaten Victoria, omkring 260 kilometer väster om delstatshuvudstaden Melbourne. Toppen på Mount Napier är 440 meter över havet.
Mount Napier är den högsta punkten i trakten. Trakten runt Mount Napier är nära nog obefolkad, med mindre än två invånare per kvadratkilometer.. Närmaste större samhälle är Hamilton, omkring 17 kilometer norr om Mount Napier.
Trakten runt Mount Napier består till största delen av jordbruksmark. Genomsnittlig årsnederbörd är 927 millimeter. Den regnigaste månaden är juli, med i genomsnitt 143 mm nederbörd, och den torraste är februari, med 25 mm nederbörd.